# Al-Jarubijja (Aleppo)
Al-Jarubijja (arab. اليعربية) – wieś w Syrii, w muhafazie Aleppo. W 2004 roku liczyła 552 mieszkańców.